# Rasclet de les Andaman
El rasclet de les Andaman (Rallina canningi) és una espècie d'ocell de la família dels ràl·lids (Rallidae) que habita la selva empantanegada de les illes Andaman.